# Vipava
Vipava – miasto w Słowenii, siedziba gminy Vipava. W 2018 roku liczba ludności miasta wynosiła 1900 mieszkańców.